# واسامو، هوکایدو
واسامو، هوکایدو (به لاتین: Wassamu, Hokkaido) یک منطقهٔ مسکونی در ژاپن است که در Kamikawa Subprefecture واقع شده‌است. واسامو  ۴٬۱۶۴ نفر جمعیت دارد.